# 戴维·默瑟
戴维·默瑟（英語：David Mercer，1961年4月16日—），英国前男子举重运动员。他曾代表英国参加1984年和1988年夏季奥林匹克运动会举重比赛，其中1984年奥运会获得一枚铜牌。